# Cylindrostoma triangulum
Cylindrostoma triangulum är en plattmaskart. Cylindrostoma triangulum ingår i släktet Cylindrostoma och familjen Cylindrostomidae. Inga underarter finns listade i Catalogue of Life.